# Uffie
Uffie (настоящее имя — Анна-Кэтрин Хартли; 9 декабря 1987) — американская певица и музыкант в стиле электронной танцевальной музыки. Родилась в США, выросла в Гонконге, начала карьеру в Париже.

## Биография
Анна-Кетрин Хартли родилась во Флориде, но в четыре года с отцом переехала на его новое место работы — Гонконг, где провела всё детство.
Псевдоним Афи взят от французского слова œuf — «яйцо». Так называл её папа в детстве, когда она не слушалась.
Подростком Афи год плавала с родителями в круиз, но от тайфуна пострадало судно, и мать перевезла дочь в родное Майами. В 15 отец забрал её к себе в Париж, где она и начала музыкальную карьеру.
Обучалась моде в частной школе International School of Paris, но бросила учёбу ради музыки, так как ей представился, по её словам, «один шанс за всю жизнь» подписать контракт с Ed Banger Records в 2006.
В 2008, после разрыва с DJ Feadz, она познакомилась с граффити-артистом André Saraiva, вышла замуж в августе, а летом 2009 развелась, родив дочь Генриетту, в октябре после разрыва.
В 2013 году вышла замуж в Лос-Анджелесе, где живёт в настоящее время с семьей.

## Карьера

### Начало(2005—2008)
Интерес к музыке ей привил её молодой человек DJ Feadz в 2005, который записал её вокал в одной из песен «Uffie & Me» на свой EP Forward 4.
В том же году она сама написала Pop the Glock — смесь электро и рэпа, и разослала запись рекорд-лейблам. Лейбл Arcade Mode взялся за раскрутку песни в январе 2006, благодаря чему её услышал владелец Ed Banger Records и подписал с Уфи и её парнем контракты. 27 февраля сингл был выпущен с би-сайдом «Ready to Uff».
Через год, в 2007 песня «Dismissed» вошла в сборник лейбла Ed Rec Vol. 2.
Ещё два трека — «Hot Chick» и «In Charge» распространены через аудиоблог Уфи.
В июне 2007 был выпущен EP Suited and Looted, включавший «First Love» и «Brand New Car».
Также в 2007 Афи сотрудничала с группой Justice в песне «The Party».
26 мая 2008 Афи выпустила «Robot Oeuf» на сборнике Ed Rec Vol. 3.
В 2009 этот трек был включён в саундтрек к фильму Педро Альдомовара «Разомкнутые Объятья» с Пенелопой Крус.
Позже она работала с Mr. Oizo над «Steroids» для его альбома Lambs Anger.
В этот ранний период творчества её музыка создавалась для рейва, а стиль её читки слишком подражал английскому акценту.

### Перерыв (2009)
В период с 2007 по 2010 годы из-за бурной личной жизни певица приостановила работу над альбомами.
В 2009 также вышло первое официальное видео Афи, для «Pop the Glock». Оно снято Nathalie Canguilhem и основывается на фильме-оскароносце, Ночи в стиле буги
Английский Гардиан назвал тогда Афи 'The New Band of the Day'.

### Sex, Dreams & Denim Jeans(2010)
31 мая 2010 года вышел первый полноценный инди-денс альбом Sex, Dreams & Denim Jeans, не имевший коммерческого успеха.
Первый сингл «MC’s Can Kiss» был записан с Mr. Oizo, выпущен на дисках 12 января 2010, а первого февраля — на виниле.
12 февраля Уфи представила сингл «Illusion of Love» в эфире радио BBC на шоу Kissy Sell Out Radio Show. Это первый трек, который продюсировала сама Уфи.
15 апреля вышел сингл в сотрудничестве с Фарреллом Уильямсом «ADD SUV».
Весной DJ Стив Аоки пригласил её записать с Lil Jon песню для своего альбома.
После окончания промоальбома Уфи решила завершить музыкальную карьеру в 2012 году после тура в Австралии. К тому моменту у неё был записан новый альбом. В личной переписке с французским фан-клубом она объяснила, что «Афи» — проект, созданный с DJ Feadz, больше не интересный ей, она начнет работать над новыми проектами с новыми псевдонимами. В 2014 году вышел инди-фильм How to kill Uffie о том, как она пыталась избавиться от мешающей ей популярности и выдуманного образа. К 2013 году Афи переехала в Лос-Анджелес, где она родила второго ребёнка, вышла замуж и все время решила посвятить семье.
Работа всех официальных аккаунтов в соцсетях была приостановлена.

### Новый альбом (2016)
Никакого нового музыкального материала за всё время молчания выпущено не было.
7 февраля американская студия звукозаписи Next Wave Record на своей странице в социальной сети Фейсбук анонсировала, что будет работать с Афи для её нового EP.
В начале марта появилась первая запись в Инстаграме Uffie Official — фотография лирики на экране. Одним из музыкантов, участвующих в записи, является вокалист французской фанк-группы Skip The Use Мэт Бэстэрд.

## Дискография

### Альбомы
- Sex Dreams and Denim Jeans (31 мая 2010)
- Tokyo Love Hotel (22 февраля 2019)

### EP
- Pop the Glock/Ready to Uff (27.02.2006)
- Hot Chick/In Charge (11.2006)
- Suited and Looted (29.06.2007)
- Pop the Glock (переиздание) (30.11.2009)
- MC’s Can Kiss (12.01.2010)
- ADD SUV (24.05.2010)

### Синглы
- Pop the Glock (2006)
- Ready to Uff (2006)
- Hot Chick (2006)
- F1rst Love (2007)
- Tthhee Ppaarrttyy (2009)
- MC’s Can Kiss (2010)
- ADD SUV (2010)
- Difficult (2010)
- Wordy Rappinghood (2011)
- Drugs (2018)
- Your Hood (2018)
- Sideways (2018)
- Papercuts (2018)
- Sadmoney (2019)

### Сборники
- «Pop the Glock» на Ed Rec Vol. 1|Ed Rec, Vol. 1 (4.12.2006)
- «Dismissed» ан Ed Rec Vol. 2|Ed Rec, Vol. 2 (6.03.2007)
- «Hot Chick (Feadz Edit)» на FabricLive.33 (04.2007)
- «Robot Oeuf» на Ed Rec Vol. 3|Ed Rec, Vol. 3 (26.05.2008)
- «Robot Oeuf» на Los Abrazos Rotos|Broken Embraces Soundtrack (2009)

### Дуэты
- «Uffie & Me» для Feadz на Forward 4 EP (2005)
- «Tthhee Ppaarrttyy» для Justice, on † (2007)
- «Body Bass» для Curtis Vodka (2008)
- «Make it Hott» для Crystal Castles (2008)
- "Fais Rentrer Les Euros для M.I.T.C.H. (2008)
- «Low Life (LA Riots Remix)» для Scanners(2008)
- «Steroids» для Mr. Oizo на Lambs Anger (2008)
- «Babygirl» для Charli XCX (2017)
- «Spaceship» для Galantis (2018)

## Чарты
| Сингл         | Место | Чарт                   |
| ------------- | ----- | ---------------------- |
| Pop the Glock | 89    | French Singles Chart   |
| Pop the Glock | 84    | iTunes Dance 100 Chart |
| MC’s Can Kiss | 97    | French Singles Chart   |